# 切薩雷·埃斯特
切薩雷·埃斯特（義大利語：Cesare d'Este，1562年10月8日—1628年12月11日），摩德納公爵，1597年至1628年在位。

## 家庭
1586年，切薩雷與托斯卡納大公法蘭西斯科一世的妹妹維吉妮亞結婚，兩人共有3子2女：
1. 蘿拉（義大利語：Laura d'Este）（1590年—1630年）
2. 阿方索（1591年—1644年）
3. 路易吉（義大利語：Luigi I d'Este）（1594年—1664年）
4. 艾蕾諾拉（義大利語：Eleonora d'Este (1595-1661)）（1595年—1661年）
5. 波索（義大利語：Borso d'Este (1605-1657)）（1605年—1657年）